# Locomotiva FS E.471
(Erminio Mascherpa.)
Le locomotive FS E.471 sono state dei prototipi di locomotive elettriche a corrente alternata trifase progettati per le Ferrovie dello Stato italiane. Costituirono il primo esperimento di locomotiva italiana, alimentata da corrente alternata trifase, bitensione e bifrequenza. Secondo il progetto iniziale avrebbero dovuto essere alimentate anche da corrente alternata monofase, costituendo il primo caso di locomotiva europea di tale sistema progettata secondo criteri moderni. Tuttavia, la difficoltà della messa a punto e i mutati orientamenti del committente, a cui non furono estranei motivi politici, condussero alla rescissione del contratto e all'abbandono del progetto.

## Storia

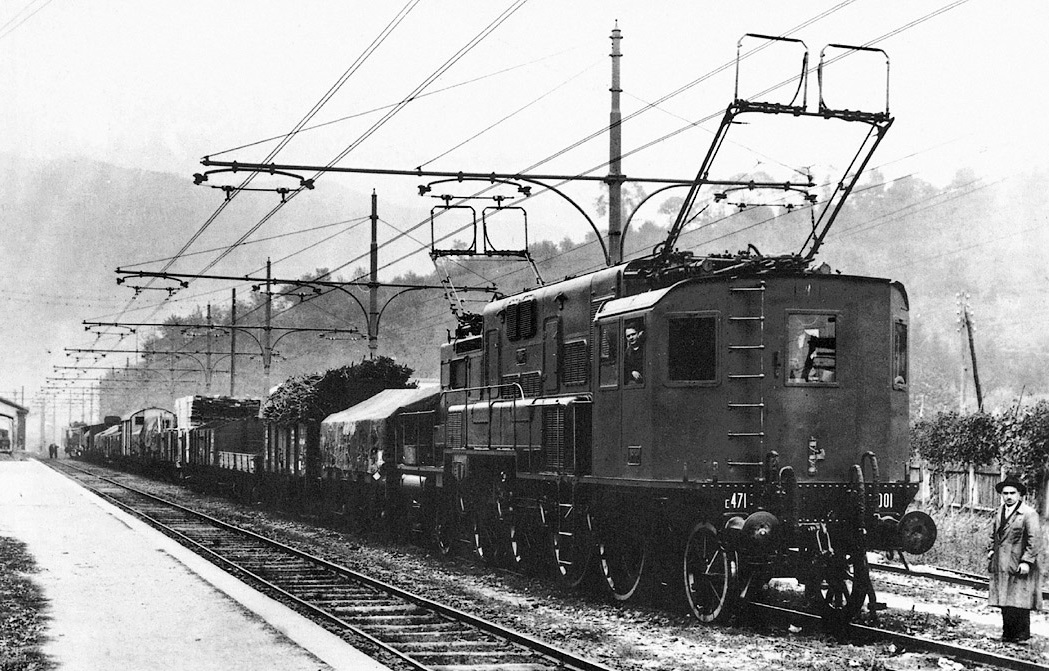
La locomotiva E.471.001 ripresa nella stazione di Olgiate-Calco-Brivio (linea Monza-Lecco) nell'autunno-inverno 1928-1929 durante una corsa di prova. In coda al treno, con funzione di riserva in caso di guasto, una locomotiva del gruppo E.333 assegnata al deposito di Lecco. A destra, accanto alla macchina, il responsabile della Sala Prove Elettriche della CEMSA, Ernesto Rosania, che la diresse durante la costruzione delle E.471 e di altre locomotive.

Nel 1928, in seguito alle esperienze acquisite nell'esercizio a corrente alternata trifase ad alta tensione (10 kV) con le E.472, E.470 e E.570, venne costruita una nuova locomotiva della potenza di 3.270 kW che avrebbe dovuto rappresentare "il massimo" dello sviluppo della trazione trifase: fu denominata E.471, ed aveva un rodiggio 1D1 del tutto simile, ma era tecnicamente diversa dalle precedenti come concezione.
Progettata dal famoso ingegnere Kálmán Kandó e costruita nello stabilimento CEMSA, il progetto avrebbe dovuto permettere la sopravvivenza della trazione trifase essendo alimentabile con entrambe le correnti utilizzate sulla rete elettrificata con quel sistema (3,6 kV, 16,7 Hz e 10 kV, 42 Hz), ma le vicende successive al 1922, che chiusero la "questione del sistema" privilegiando il sistema a corrente continua a 3 000 volt, fecero sì che esso rimanesse senza seguito.
Secondo le ricerche dell'ingegner Erminio Mascherpa il progetto non fu sviluppato dalle FS ma, autonomamente, dalla CEMSA grazie alla collaborazione ch'essa aveva istituita col Kandó. Secondo alcune testimonianze orali da questi citate, dopo i cambiamenti dei vertici FS dovuti all'avvento del fascismo, all'interno del Servizio Materiale e Trazione FS la commessa fu giudicata "un errore dell'ingegner Donati". Della locomotiva erano stati ordinati 10 esemplari (e costruiti e provati solo due, numerati 001 e 002, dei quali v'è documentazione fotografica; secondo le testimonianze valutate dal Mascherpa sembra siano state costruite anche altre due unità identiche); tuttavia avvenne la rescissione della commessa (che condusse alla fine della CEMSA) imputandola ai cattivi risultati delle corse di prova.
D'altra parte il Mascherpa adduce un'imponente documentazione da cui sembra che alla conclusione delle corse prova fosse stata raggiunta una forza di trazione corrispondente a quella prevista. La vera ragione della fine starebbe piuttosto nell'ostilità dei vertici FS verso quanto operato dall'ingegner Alfredo Donati (già direttore dell'Unità speciale di elettrificazione della Direzione generale FS, sostenitore del sistema a corrente alternata trifase ed esautorato a seguito dell'avvento del commissario straordinario Edoardo Torre) .
Il successo degli esperimenti a corrente continua a cui ormai si erano orientati i nuovi vertici ferroviari fece sì che la E.471 rimanesse allo stadio di prototipo e non entrasse mai in servizio regolare .

### Fonti a stampa
- Uberto Bajocchi, Il sistema Kandó. La elettrificazione della ferrovia meridionale Budapest-Vienna, in Rivista tecnica delle ferrovie italiane, a. 23, 45 (1934), n. 3, pp. 123–173 e tav. VII f. t.
- Uberto Bajocchi, Stato attuale dell'elettrificazione ferroviaria in Italia, in L'energia elettrica, 1937-1940.
- Giuseppe Bianchi, Dati relativi alla costruzione e all'esercizio delle locomotive elettriche trifasi e a corrente continua, in Rendiconti della XXXIII Riunione annuale dell'AEI, 1928.
- Attilio Giaquinto, Un nuovo tipo di locomotiva per la trazione elettrica monopolifase, in Rendiconti della XXXIII Riunione annuale dell'AEI, 1928, memoria n. 46, pp. 426–437.
- Pietro Verole, La grande trazione elettrica, Milano, Hoepli, 1926.

### Storiografia e complementi
- Salvo Bordonaro, Le locomotive di Nicola Romeo, in Tutto treno & storia, (2012), n. 27, pp. 60–69.
- Giovanni Cornolò, Locomotive elettriche FS, Parma, Ermanno Albertelli, 1994.
- Giovanni Cornolò e Martin Gut, Ferrovie trifasi nel mondo. 1895-2000, Parma, Ermanno Albertelli, 1999.
- Mario Loria, Storia della trazione elettrica ferroviaria in Italia, Firenze, Giunti-Barbera, 1971.
- Erminio Mascherpa, E.471. Locomotive di sogno, Rovereto, Nicolodi, 2005, ISBN 88-8447-199-0.
- Claudio Pedrazzini, Storia dell'elettrificazione e dei locomotori trifasi F.S., Brescia, Club Fermodellistico Bresciano, 2017, ISBN 978-88-942040-7-0.